# Camp du Récébédou
Le camp du Récébédou est un camp d'internement pour les Juifs et les Espagnols républicains, créé en février 1941 et fermé en septembre 1942, situé sur la commune de Portet-sur-Garonne, au sud de Toulouse (Haute-Garonne). Des convois ferroviaires ont emmené les internés, via Drancy, vers Auschwitz et d'autres camps d'extermination.

## Histoire

### Le quartier du Récébédou
Vers 1560, la propriété de Jehan de Gilbert, receveur des jugeries de Rivière-Verdun, est appelée par la population la « ferme du receveur » (en occitan : borda del recevedor ou « bordo del récébédou »). Le nom restera à ce territoire, essentiellement de terres agricoles et forêt, en bord de Garonne. À la Révolution, vendu comme bien national, il est acquis en 1791 par l'aubergiste toulousain Daumont, qui rénove les bâtisses de la métairie, qui deviendront le château de Clairfont.
En 1939, les terrains sont acquis pour y construire une cité destinée aux ouvriers de la Poudrerie nationale située à proximité, au sud de Toulouse. Il s'agit de 87 petits bâtiments en brique, d'un seul étage, simples mais offrant alors un confort convenable.

### Le camp d'internement

#### Un centre d'accueil pour réfugiés
La guerre amène une modification de la cité du Récébédou. Géré par la municipalité de Toulouse, il est d'abord affecté en 1940 à l'accueil des populations réfugiées du Nord de la France. Devant l'afflux des réfugiés républicains espagnols, puis des Juifs fuyant la zone occupée, la cité devient en juillet 1940 un centre d'accueil pour réfugiés et évadés.

#### Un camp-hôpital
En février 1941, récupéré par la préfecture de la Haute-Garonne, il devient officiellement un camp-hôpital, prévu pour un effectif de 1 400 personnes. La politique de Vichy en fait un établissement « semi-ouvert », c'est-à-dire que journalistes et associations caritatives peuvent y entrer. Le régime pense alors en faire un élément de propagande.
Au début, les conditions sont à peu près satisfaisantes, mais elles se dégradent rapidement, par manque d'équipements médicaux, de médicaments, et d'alimentation suffisante. Il y a, en 1941, 739 internés, dont la moitié ont plus de 60 ans et sont atteints d'affections graves. Pendant l'hiver 1941-1942, la faim, le froid et la maladie font 118 morts, et au total ce sont 314 personnes, dont 254 Juifs, qui perdent la vie. 
Plusieurs convois, partant de Portet-sur-Garonne, emmènent les internés au camp de Drancy. Les départs de Drancy mentionnent trois convois à destination d'Auschwitz avec 349 Juifs venant du Récébédou.

#### L'indignation d'un archevêque
L'archevêque de Toulouse, Mgr Jules Saliège, s'active vigoureusement contre la politique à l'égard des Juifs et réclame avec insistance la fermeture des camps de Noé et du Récébédou. Son action, avec celle d'organismes humanitaires comme la Cimade et la Croix-Rouge, permet d'apporter quelque soutien aux internés. À partir de septembre 1942, les internés sont progressivement dirigés vers les hôpitaux de la région, et le camp cesse son activité. Le camp du Récébédou est officiellement fermé en octobre 1942 au prétexte de sa trop grande proximité de Toulouse.
Lors de l'entrée des troupes allemandes à Toulouse, fin 1942, il sert quelque temps pour loger quelques effectifs de la Wehrmacht.

### Lavilla Don Quichotte
À la Libération, les républicains espagnols rescapés de Mauthausen, dans l'impossibilité de revenir dans leur pays, investissent une douzaine de bâtiments du camp. Cette colonie est baptisée la « villa Don Quichotte ».

### Musée de la Mémoire
Un bâtiment de la cité, conservé, est devenu le Musée de la Mémoire consacré aux souvenirs du camp. On peut y voir de nombreux documents, maquettes et reconstitutions. Le musée a été inauguré le 6 février 2003 par Elie Wiesel.

## Personnalités victimes du camp
- Victòria Pujolar Amat (1921-2017), peintre et résistante républicaine espagnole.

### Filmographie
- 2016 : Laurette 1942, une volontaire au camp du Récébédou de Francis Fourcou